# Zentsuji
Zentsuji (japanska: 善通寺市?, Zentsuji-shi) är en stad i Kagawa prefektur i Japan. Staden fick stadsrättigheter 1954.